# Liu Jianchao

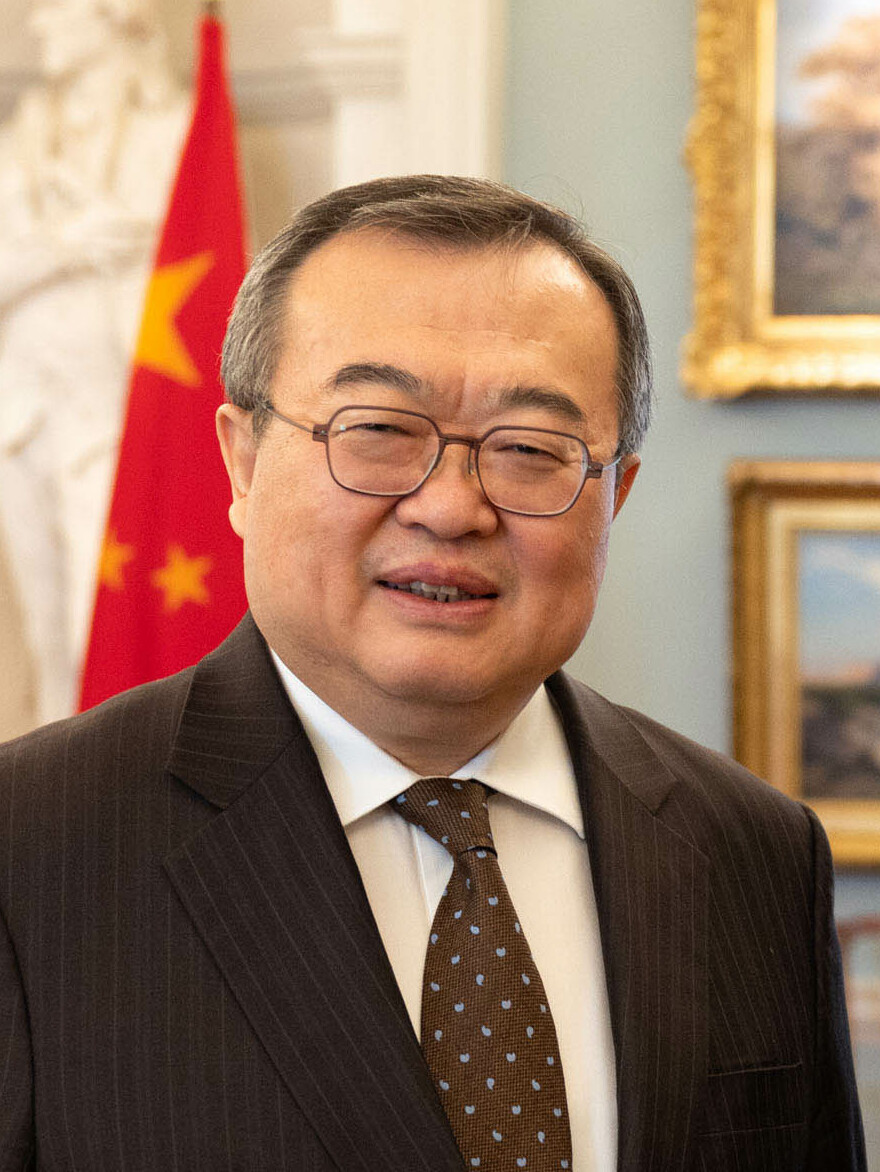
Liu Jianchao

Liu Jianchao (chiń. upr. 刘建超; chiń. trad. 劉建超; pinyin Liú Jiànchāo; ur. w lutym 1964) – chiński urzędnik i dyplomata.
Urodził się w prowincji Jilin. W latach 1982–1986 kształcił się w Beijing Foreign Languages Institute. Następnie (1986 - 1987) studiował stosunki międzynarodowe na Uniwersytecie Oksfordzkim. Od 1987 do 1995, a także od 1998 do 2000 pracował w różnych departamentach MSZ (między innymi Departament Tłumaczeń). W 2000 mianowano go w zastępcą burmistrza Xingcheng. Funkcję tę pełnił do 2001, kiedy to został rzecznikiem Ministerstwa Spraw Zagranicznych. Był nim do 2009, pracując jednocześnie w Departamencie Informacji tego resortu (zastępca dyrektora generalnego 2001 - 2006, dyrektor generalny 2006 - 2009).
Pracował również w służbie dyplomatycznej (w latach 1995 - 1998). Od 2009 jest ambasadorem ChRL na Filipinach.